# 佐賀県道47号肥前呼子線
佐賀県道47号肥前呼子線（さがけんどう47ごう ひぜんよぶこせん）は、佐賀県唐津市から東松浦郡玄海町を経由して、唐津市に至る県道（主要地方道）である。

## 概要
唐津市肥前町切木から東松浦郡玄海町を経由して、唐津市呼子町呼子に至る。起点付近や唐津市呼子町の区間は幅員が確保されているが、東松浦郡玄海町の区間は幅員が狭い区間が多く、一部区間では離合が困難な区間もある。

### 路線データ
- 起点：佐賀県唐津市肥前町切木（国道204号交点）
- 終点：佐賀県唐津市呼子町呼子（高尾橋交差点、国道204号交点）

## 歴史
- 1993年（平成5年）5月11日 - 建設省から、県道肥前呼子線が肥前呼子線として主要地方道に指定される[1]。

## 路線状況

### 重複区間
- 佐賀県道292号加倉仮屋港線（東松浦郡玄海町大字長倉・玄海町役場前交差点 - 東松浦郡玄海町大字有浦上）
- 佐賀県道23号唐津呼子線（唐津市鎮西町石室）

### 道路施設

#### 橋梁
- 野中橋（唐津市）

## 地理

### 通過する自治体
- 唐津市
- 東松浦郡玄海町
- 唐津市

### 交差する道路
| 交差する道路                           | 市町村名 | 市町村名 | 交差する場所 | 交差する場所        |
| -------------------------------------- | -------- | -------- | ------------ | ------------------- |
| 国道204号                              | 唐津市   | 唐津市   | 肥前町切木   | 起点                |
| 佐賀県道265号切木唐津線                | 唐津市   | 唐津市   | 肥前町切木   |                     |
| 佐賀県道292号加倉仮屋港線 重複区間起点 | 東松浦郡 | 玄海町   | 大字長倉     | 玄海町役場前交差点  |
| 佐賀県道292号加倉仮屋港線 重複区間終点 | 東松浦郡 | 玄海町   | 大字有浦上   |                     |
| 佐賀県道254号今村枝去木線              | 東松浦郡 | 玄海町   | 大字有浦下   | 牟田交差点          |
| 佐賀県道23号唐津呼子線 重複区間起点    | 唐津市   | 唐津市   | 鎮西町石室   |                     |
| 佐賀県道23号唐津呼子線 重複区間終点    | 唐津市   | 唐津市   | 鎮西町石室   |                     |
| 佐賀県道340号鎮西唐津線                | 唐津市   | 唐津市   | 鎮西町横竹   | 横竹交差点          |
| 国道204号                              | 唐津市   | 唐津市   | 呼子町呼子   | 高尾橋交差点 / 終点 |

### 沿線
- 玄海町役場
- 玄海町立玄海みらい学園